# Hulda Autenrieth-Gander
Hulda Autenrieth-Gander (* 13. August 1913 in Basel; † 24. Juni 2006 in Rüschlikon) war eine Schweizer Frauenrechtspionierin und 20 Jahre Präsidentin der Zürcher Frauenzentrale. Sie prägte in dieser Zeit die politische Gleichberechtigung der Frauen im Kanton Zürich. Autenrieth-Gander setzte sich für die Chancengleichheit im Bildungswesen und für die ZGB-Revision ein. Zudem war sie aktiv an Abstimmungskampagnen für das Frauenstimmrecht beteiligt und Mitbegründerin des Konsumentinnenforums. Sie wurde als erste Frau in den Kirchenrat des Kantons Zürich gewählt.

## Leben
Hulda Gander verlebte ihre Jugendjahre in Davos. Als erstes Mädchen besuchte sie das Knabengymnasium in Schiers, bevor sie ihr Jusstudium in Bern und Zürich aufnahm, das sie 1937 mit einer Promotion zum Thema «Das System der wohnörtlichen Armenpflege in der Schweiz» abschloss. Später erwarb sie das Anwaltspatent, heiratete und hatte drei Kinder.

## Engagement und Karriere
Von 1944 bis 1953 war sie Vorstandsmitglied und Aktuarin und anschliessend bis 1974 Präsidentin der Zürcher Frauenzentrale, in den ersten Jahren als Co-Präsidentin mit Margrit Bosch-Peter. In ihre Zeit als Co-Präsidentin fielen die Planung und Organisation für das «Haus der Kantone» anlässlich der Schweizerischen Ausstellung für Frauenarbeit (SAFFA) im Jahr 1958 und Jahre später die Vorbereitungen für den zweiten Frauenkongress, der 1975 im internationalen Jahr der Frau in Bern stattfand. Seine wichtigsten politischen Ergebnisse waren die Inangriffnahme einer eidgenössischen Verfassungsinitiative zur ausdrücklichen Gewährleistung gleicher Rechte für Mann und Frau in Staat und Gesellschaft und die Schaffung einer eidgenössischen Kommission für Frauenfragen. Im Stimmrecht sah die unermüdliche Kämpferin das Werkzeug, um endlich «die ebenbürtige Partnerschaft von Mann und Frau in Familie und Beruf, in Gesellschaft und Staat» verwirklichen zu können.
Autenrieth-Gander wurde 1967 als erste Frau in den Kirchenrat des Kantons Zürich gewählt. Sie wurde 1974 zum Ehrenmitglied der Zürcher Frauenzentrale ernannt und blieb ihr bis zu ihrem Tod eng verbunden.